# Bernardino Contin
Bernardino Contin (Lugano, 1530 – Venezia, 1596) è stato uno scultore e architetto svizzero naturalizzato italiano.

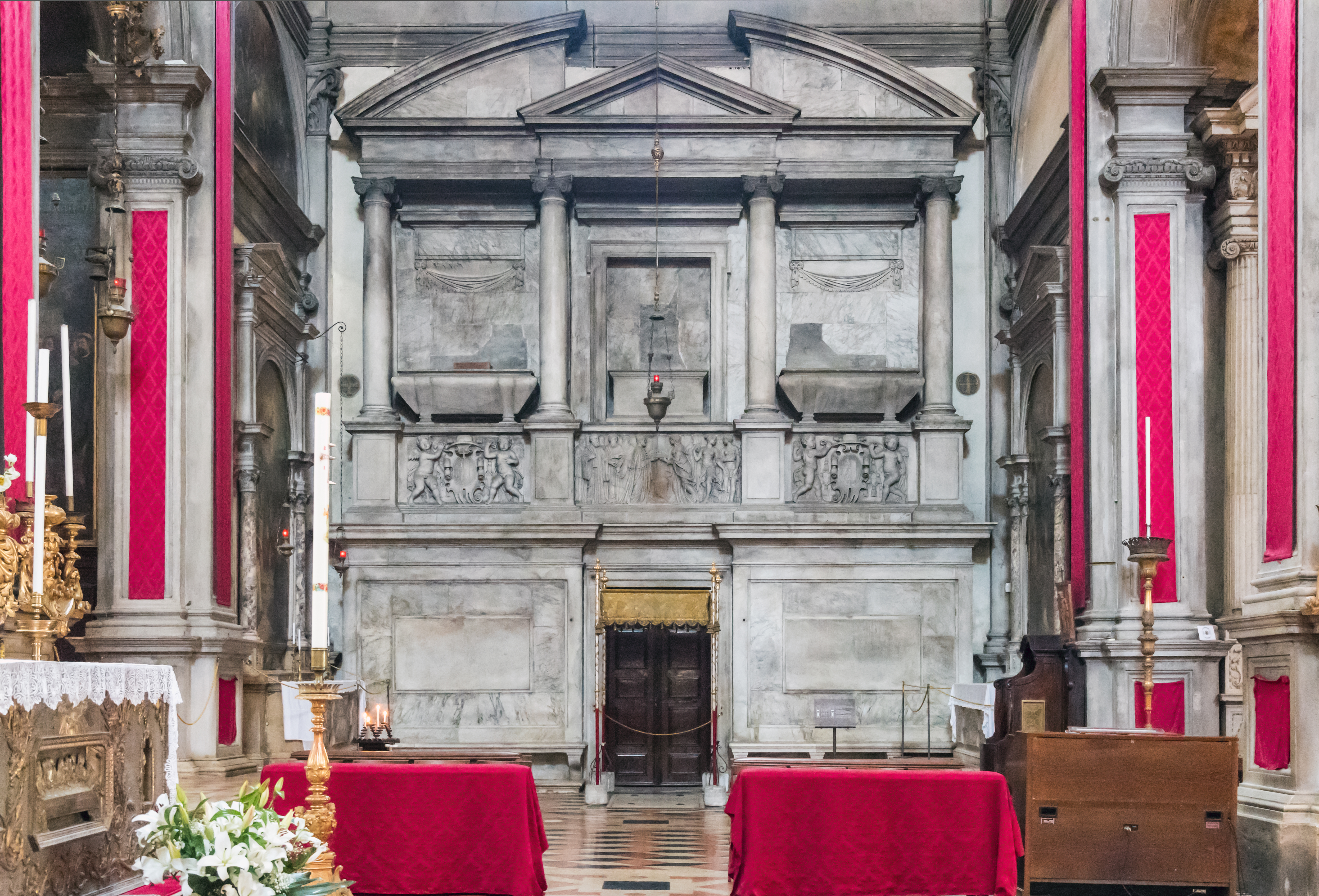
Il Monumento funebre di Caterina Cornaro in San Salvador

In gioventù probabilmente lavora presso il cantiere della Basilica del Santo a Padova, mentre nel 1555 si trasferisce a Venezia dove, insieme ai figli Francesco, Tommaso e Antonio apre una bottega di scultura ed architettura.
Lavora alla costruzione del palazzo di Daniele Barbarigo e ad alcune decorazioni della chiesa di San Salvador, compresa la realizzazione del Monumento funebre di Caterina Cornaro.